# ليزا كيرك
ليزا كيرك (بالإنجليزية: Lisa Kirk)‏ هي مغنية وممثلة أمريكية، ولدت في 25 فبراير 1925 في شارلوروا ‏ في الولايات المتحدة، وتوفيت في 11 نوفمبر 1990 في نيويورك في الولايات المتحدة بسبب سرطان الرئة.

## وصلات خارجية
- ليزا كيرك على موقع IMDb (الإنجليزية)
- ليزا كيرك على موقع ميوزك برينز (الإنجليزية)
- ليزا كيرك على موقع قاعدة بيانات برودواي على الإنترنت (الإنجليزية)
- ليزا كيرك على موقع ديسكوغز (الإنجليزية)
- ليزا كيرك على موقع قاعدة بيانات الفيلم (الإنجليزية)